# Glocken-Funkie
Die Glocken-Funkie (Hosta ventricosa) ist eine Pflanzenart aus der Gattung Funkien (Hosta) in der Unterfamilie der Agavengewächse (Agavoideae).

## Merkmale
Die Glocken-Funkie ist eine ausdauernde, krautige Pflanze mit einem Rhizom, die Wuchshöhen von 60 bis 100 Zentimeter erreicht. Die Blätter sind breit herzförmig, ledrig, mehr oder weniger glatt, auffallend dunkelgrün und glänzen an der Unterseite stark. Sie messen 20 bis 30 × 15 bis 20 Zentimeter und weisen 7 bis 9 Paare an Seitennerven auf. Der Blattstiel ist geflügelt, unten gefleckt und bis zu 40 Zentimeter lang.
Es sind 20 bis 30 Blüten vorhanden. Diese sind ungefähr 5,5 Zentimeter lang, violettblau und verbreitern sich plötzlich glockenförmig aus einer schlanken Röhre.
Die Blütezeit liegt im August.
Die Chromosomenzahl beträgt 2n = 60 oder 120.

## Vorkommen
Die Glocken-Funkie kommt in Süd- und Mittel-China von Sichuan, Nord-Guangxi und Yunnan bis Henan und Süd-Shaanxi vor. Sie wächst in schattigen und feuchten Gebüschen auf Sandstein. Im Süden des Areals kommt sie bis in Höhenlagen von 500 bis 2400 Meter vor. Im warmgemäßigten bis gemäßigten Nordamerika wurde die Art eingebürgert.

## Nutzung
Die Glocken-Funkie wird verbreitet als Zierpflanze genutzt. Sie ist seit spätestens 1790 in Kultur. Es gibt einige Sorten, darunter:
- Aureomaculata – mit gelb gefleckten Blättern;
- Aureomarginata – deren Blätter einen unregelmäßigen gelben Rand haben.